# Museo de Arte de Hessel
El Museo de Arte Hessel es un museo de arte ubicado en el campus del Bard College, en Annandale-On-Hudson, Nueva York . Fue construido en 2006. El Museo de Hessel se encuentra en el Centro de Estudios Curatoriales (CCS) de la escuela. El Museo tiene su origen en la Colección de Arte Contemporáneo Marieluise Hessel, ésta comprende más de 1.700 objetos en préstamo permanente al Bard College. El Museo de Arte de Hessel activa la colección al involucrarla en la investigación, enseñanza y el aprendizaje tanto de sus estudiantes y profesores, como del público en general. Este objetivo se logra a través de exposiciones, publicaciones, programas públicos y eventos, tanto en el sitio como a través de recursos digitales.